# Andrew Browne Cunningham
L'Almirall de la Flota Andrew Browne Cunningham, 1r Vescomte Cunningham de Hyndhope, KT, CB, OM, DSO & 2 Barres (7 de gener de 1883 – 12 de juny de 1963), germà gran del general sir Alan Cunningham, va ser un almirall britànic de la Segona Guerra Mundial. Sovint se'l cita per les seves inicials "ABC".
Va néixer a Dublín el 7 de gener de 1883, i assistí a diverses escoles i instituts abans d'allistar-se a l'Acadèmia Naval amb només 10 anys, començant així la seva relació amb la Royal Navy. Després d'assistir el 1898, ascendí ràpidament de rang. Comandà un destructor durant la Primera Guerra Mundial i alguns més durant el període d'entreguerres. Per la seva actuació a la Gran Guerra va ser condecorat amb dos Ordes del Servei Distingit amb dues Barres, especialment per les seves accions als Dardanels i al Mar Bàltic
Durant la Segona Guerra Mundial, com a Comandant en Cap de la Flota de la Mediterrània, Cunningham dirigí les forces navals britàniques en diverses batalles a la Mediterrània, entre les quals trobem l'atac sobre Tàrent el 1940, el primer atac de la història des d'un portaavions, i la batalla del Cap Matapan el 1941. Cunningham també va ser responsable de l'esforç per suplir Malta i de supervisar els diversos desembarcaments aliats al litoral mediterrani. El 1943 va ser nomenat Primer Lord del Mar, una posició que ocupà fins al seu retir el 1946. Després del seu retir, exercí diverses posicions cerimonials, incloent la de Lord Alt Majoral a la coronació de la reina Elisabet II del Regne Unit el 1953. Morí el 12 de juny de 1963.

## Infància
Va néixer a Rathmines, Comtat de Dublín, el 7 de gener de 1883, el tercer de cinc fills del Professor Daniel John Cunningham i de la seva esposa Elizabeth Cumming Browne, ambdós d'origen escocès. El general Sir Alan Cunningham era el seu germà petit. Ell mateix va descriure als seus pares com "grans intel·lectuals i de tradició clerical", cosa òbvia perquè tots dos avis havien estat clergues. El seu pare era professor d'anatomia al Trinity College Dublin, mentre la seva mare es dedicava a la llar.
Després d'una curta estada a l'escola a Dublín, va ser enviat a l'Acadèmia d'Edimburg. Amb 10 anys el seu pare li envia un telegrama on li deia "voldries allistar-te a la Marina?". En aquells moments, la família no tenia cap mena de nexe amb l'Armada Reial, i Cunningham només havia mostrat un vague interès en el mar. Tanmateix, respongué "Sí, vull ser un almirall".Va ser enviat a una escola preparatòria, Stubbington House, especialitzada a preparar els pupils per a l'examen d'accés del Reial Col·legi Naval Britania, a Dartmouth (Devon). Cunningham passà els exàmens, mostrant una particular destresa en matemàtiques.

## Inicis de la Carrera Naval

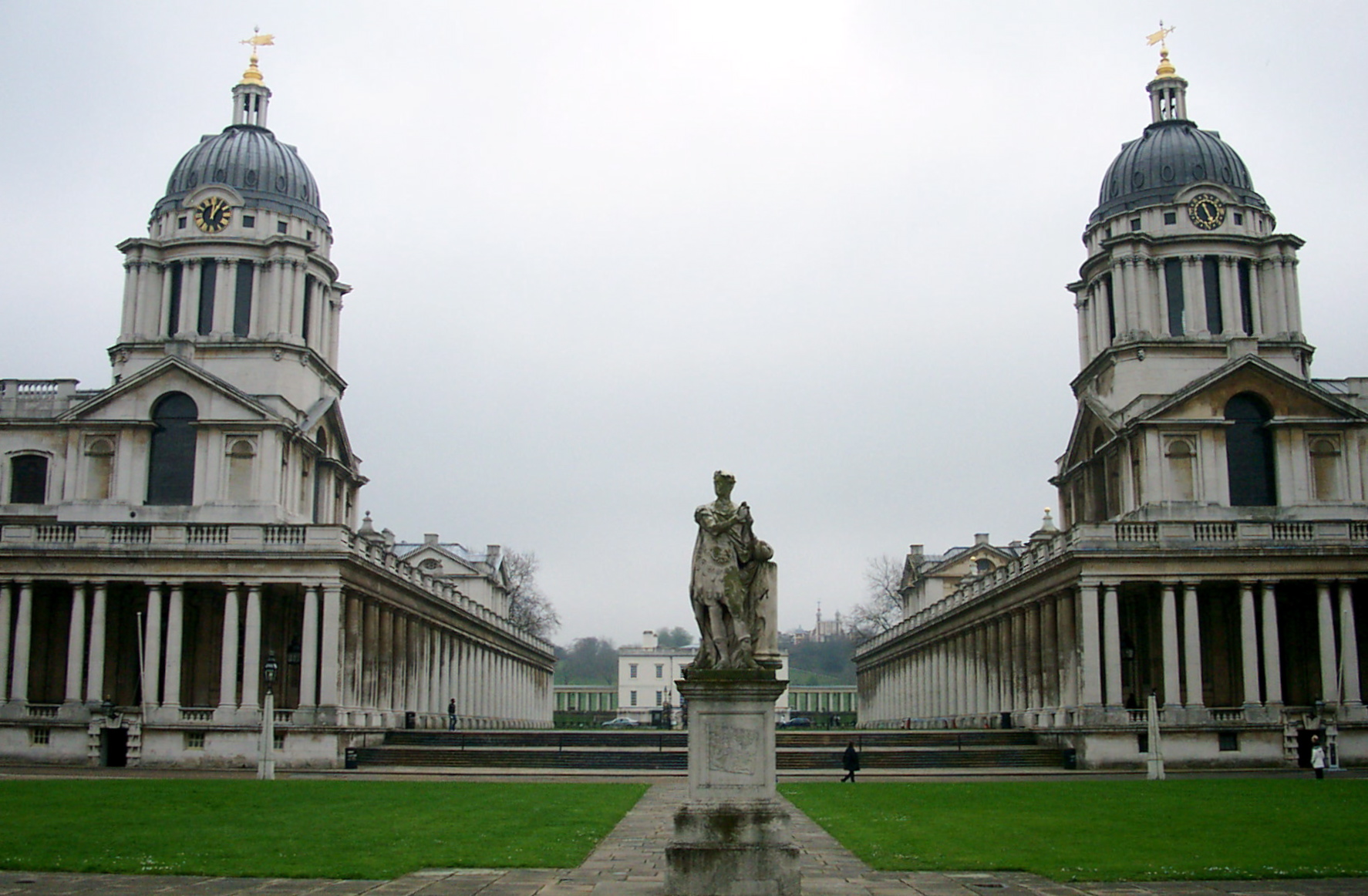
La vella Reial Escola Naval de Greenwich, on Cunningham va fer el curs de sub-tinent

Amb 64 alumnes més, Cunningham s'uní a la Royal Navy com a cadet al vaixell escola HMS Britannia a Dartmouth el 15 de gener de 1897. Un dels seus companys de classe va ser el futur Almirall de la Flota James Somerville. Cunningham era conegut per la seva manca d'entusiasme pels esports de camp, si bé li agradava el golf i passava la major part del seu temps lliure entretenint-se amb els bots. Ell mateix escrigué a les seves memòries que al final del curs estava ansiós per trobar aventures al mar. Si bé va cometre incidents menors, la seva conducta va ser considerada com a "molt bona". Aprovà a l'abril de 1898, sent el primer de la promoció en matemàtiques i nàutica.
El seu primer servei al mar va ser com a guardiamarina al HMS Doris el 1899, servint a l'Estació del Cap quan començà la Segona Guerra Bòer. Al febrer del 1900 va ser destinat a la Brigada Naval, on creia que "prometia oportunitats per valentia i per distingir-se en acció". Cunningham va entrar en acció a Pretòria i a Diamond Hill coma part de la brigada naval. Llavors va tornar al mar, com a guardamarina a bord del HMS Hannibal el desembre de 1901. El novembre següent es va unir al creuer Diadem.
A inicis del 1902, realitzà el curs del Sotstinent a Portsmouth i a Greenwich; serví com sotstinent al cuirassat Implacable, a la Mediterrània durant 6 mesos el 1903. Al setembre va ser destinat al HMS Locust per servir com a segon al comandament. Va ser promogut a tinent el 1904, i serví en diversos vaixells durant els 4 anys següents. El 1908 rebé el seu primer comandament, la HM Torpedinera nº14.

## Primera Guerra Mundial

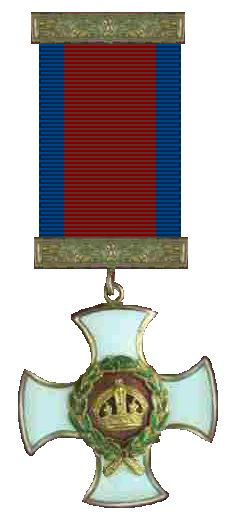
Orde del Servei Distingit

Cunningham va ser altament condecorat durant la Primera Guerra Mundial, rebent l'Orde del Servei Distingit i dues Barres. El 1911 rebé el comandament del destructor HMS Scorpion, que comandà durant tota la guerra. El 1914, l'"Scorpion" va participar en el seguiment dels vaixells alemanys SMS Goeben i SMS Breslau. L'operació intentà trobar i destruir ambdós vaixells alemanys, però aquests aconseguiren escapar de la flota britànica i passar a través dels Dardanels per arribar fins a Constantinoble. La seva arribada contribuí a fer que l'Imperi Otomà s'unís a les Potències Centrals al novembre de 1914.
Tot i ser una "batalla" sense sang, el fracàs de la persecució britànica va tenir moltes ramificacions polítiques i militars; en paraules de Winston Churchill, en causar l'entrada de l'Imperi Otomà a la guerra, van portar "més matances, més misèria i més ruïna que mai no s'hagi portat dins la brúixola d'un vaixell."
Cunningham restà a la Mediterrània i, el 1915, el Scorpion va participar en l'atac dels Dardanels. Per la seva actuació Cunningham va ser recompensat amb la promoció a Comandant el juliol de 1915, així com la concessió de l'Orde del Servei Distingit, publicada a la Gaceta de Londres el març de 1916. Cunningham passà la major part de 1916 en patrulles rutinàries. A finals de 1916 va ser enviat a la protecció de combois, un destí que ell considerava mundà. No va tenir cap contacte amb els submarins alemanys durant aquest període, del qual comentà que la immunitat dels meus combois va ser probablement sort. Convençut que la Mediterrània li oferia menys possibilitats ofensives demanà el trasllat cap a casa. El Scorpion arrià el 21 de gener de 1918. En els seus 7 anys de capità del Scorpion, Cunningham havia desenvolupat una reputació de mariner de primera. Va ser destinat al HMS Termagant, pel Vicealmirall Roger Keyes a les Patrulles de Dover a l'abril de 1918, rebent una barra per a la seva Orde del Servei Distingit el 1919.

## Període d'entreguerres

### Associació amb Cowan
Cunningham veié molta acció en el període d'entreguerres. El 1919 comandà el Destructor classe S HMS Seafire al Bàltic. Els bolxevics, els russos blancs, diversos moviments nacionalistes letons, alemanys i polonesos intentaven controlar Letònia; el govern britànic havia reconegut la independència de Letònia després del Tractat de Brest-Litovsk. Va ser en aquest viatge que Cunningham conegué a l'Almirall Walter Cowan. Cunningham quedà impressionat pels mètodes de Cowan, especialment per la seva navegació en aigües potencialment perilloses, amb boira espessa i camps de mines que amenaçaven la flota. Tot i diverses trobades potencialment problemàtiques amb forces alemanyes que provaven d'avortar els moviments independentistes letons, Cunningham exhibí un bon auto-control i judici. Cowan afirma que el Comandant Cunningham actuà un cop darrere de l'altre amb una promptitud infal·lible i decisió, i es demostrà ell mateix com un Oficial de valor excepcional i resolució."
Va ser promogut al rang de capità, efectiu el 31 de desembre de 1919. Per les seves accions al Bàltic, Cunningham rebé una segona barra per a la seva DSO. Al seu retorn del Bàltic el 1922, va ser nomenat capità de la Sisena Flotilla de Destructors. Seguiren diversos comandaments més: la Primera Flotilla de Destructors el 1923, el destructor base, HMS Lochinvar a Port Edgar al Firth of Forth entre 1926-1927. Cunningham tornà a trobar-se amb el Vicealmirall Cowan entre 1926 i 1928, quan Cunningam era Capità d'Ensenya i Oficial en Cap d'Estat Major de Cowan mentre servia a l'Esquadró de Nord Amèrica i les Índies Occidentals. Tot i que Cunningham no va gaudir mai de les llargues recepcions, sembla que gaudí en aquest període de la seva vida, i especialment durant la seva visita al Canadà. A les seves memòries Cunningham deixa clar el gran respecte que sentia per Cowan, i les moltes lliçons que rebé d'ell en els dos períodes en què serviren junts. A les darreries de la dècada dels 20 Cunningham tornà al Regne Unit per participar en els cursos de l'Escola d'Oficials Superiors de Sheerness i al Col·legi Imperial de Defensa. Mentre que es trobava al Col·legi Imperial de Defensa, el 1929, es casà amb Nona Byatt (filla d'Horace Vyatt, MA; la parella no tingué cap fill). Després d'un any al Col·legi, Cunningham rebé el comandament del seu primer gran vaixell, el cuirassat Rodney. Divuit mesos després va ser nomenat commodor del HMS Pembroke, les casernes de la Marina Reial a Chatham.

### Promoció a Rang d'Ensenya

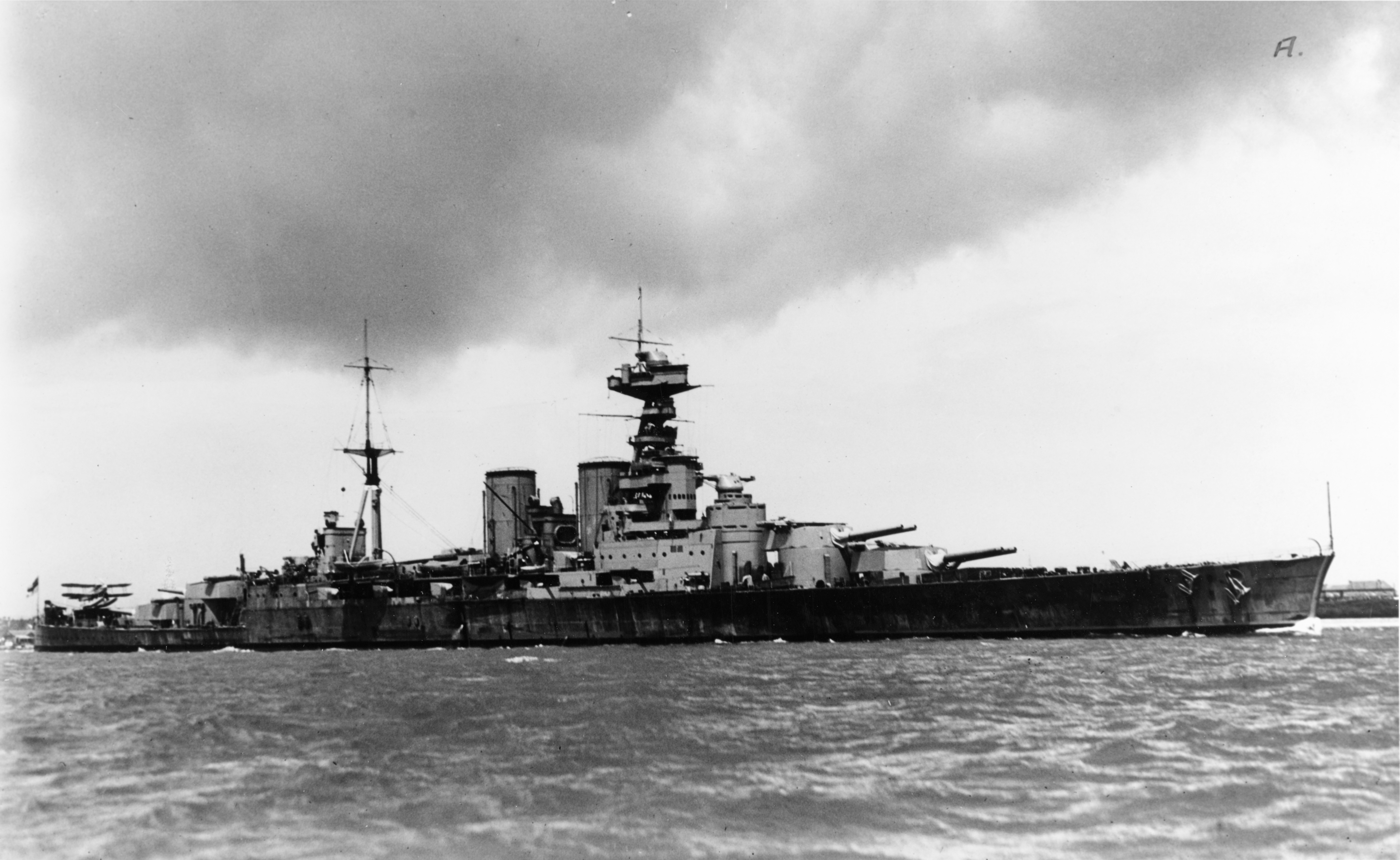
HMS Hood

El setembre del 1932 Cunningham va ser promogut a Rang d'Ensenya, i a Aide-de-camp del Rei. Va ser nomenat contraalmirall (destructors) a la Mediterrània al desembre de 1933 i va ser nomenat Company de l'Orde del Bany el 1934. Hissant la seva ensenya al creuer lleuger Coventry, Cunningham aprofità per practicar amb la flota (cosa que li serviria de molt durant la Segona Guerra Mundial). També realitzà exercicis a l'oceà Atlàntic, on aprengué els riscos i virtuts de les accions nocturnes, que empraria amb gran efectivitat als propers anys.
Quan va ser promogut a Vicealmirall al juliol de 1936, donada la política naval d'entreguerres, el servei actiu semblava remot. Tanmateix, un any després, i a causa de la malaltia de l'Almirall Sir Geoffrey Blake, Cunningham assumí el nomenament de comandant de l'Esquadró de creuers i segon al comandament de la Flota de la Mediterrània, amb el HMS Hood com el seu vaixell insígnia. Després del seu llarg servei en vaixells petits, Cunningham considerà la seva estada a bord del "Hood" com un palau, fins i tot sobrepassant la seva experiència en un gran vaixell com era el "Rodney".
Mantingué el comandament del "Hood" fins a setembre de 1938, quan va ser nomenat per l'Almirallat com a Adjunt al Cap d'Estat Major Naval, si bé no assumí el càrrec fins al desembre de 1939. Acceptà un càrrec a terra amb desídia, car no li agradava gens l'administració, però la recompensa que li feia l'Almirallat era evident. Durant 6 mesos, i donada una malaltia de l'Almirall Sir Roger Blackhouse, el llavors Primer Lord del Mar, substituí a Blackhouse al Comitè de Defensa Imperial i al Gabinet de l'Almirallat.
El 1939 va ser fet Cavaller Comandant de l'orde del Bany (KCB), passant a ser conegut com a Sir Andrew Cunningham.

## Segona Guerra Mundial
Cunningham descrigué el comandament de la Flota de la Mediterrània com el millor comandament que la Marina Reial podia oferir, i remarcava a les seves memòries que potser coneixia la Mediterrània tan bé com qualsevol altre oficial naval de la meva generació'". Cunningham va ser nomenat Comandant en Cap de la Mediterrània, hissant la seva ensenya al HMS Warspite el 6 de juny de 1939, un dia després d'arribar a Alexandria. Com a Comandant en Cap, la principal preocupació era la seguretat dels combois que es dirigien cap a Egipte i Malta. Aquests combois eren molt important, car eren totalment necessaris per conservar Malta, una colònia britànica i una base naval, en estat de guerra. Malta era un punt estratègic de vital importància i Cunningham ho tenia present. Cunningham creia que la principal amenaça al poder naval britànic a la Mediterrània provindria de la Flota italiana. Per això Cunningham tenia la seva flota disponible en qualsevol moment, car tan bon punt com Itàlia escollís entrar en la guerra, la Flota Britànica l'estaria esperant.

### La Rendició de França (juny de 1940)
En el seu paper com a Comandant en Cap de la Mediterrània, Cunningham hagué de negociar amb l'Almirall francès René-Emile Godfroy per a la desmilitarització i l'internament d'un esquadró francès a Alexandria al juny de 1940, tot just després de la caiguda de França. Churchill havia ordenat a Cunningham que evités que els vaixells francesos abandonessin el port, i que s'assegurés que la flota de guerra no passés a mans enemigues. Estacionada en aquells moments a Alexandria, Cunningham inicià unes delicades negociacions amb Godfroy per assegurar que la seva flota, consistent en el cuirassat Lorraine, 4 creuers, 3 destructors i 1 submarí no fossin cap amenaça. L'Almirallat ordenà a Cunningham que completés les negociacions el 3 de juliol.
Tot just quan l'acord semblava imminent, Godfroy s'assabentà de l'acció britànica a Mers el-Kebir i, per un instant, Cunningham temé una batalla al port d'Alexandria entre la flota francesa i la britànica. L'ombra del fracàs era allargada, però les negociacions van acabar bé després que Cunningham s'implicà més personalment. Les negociacions arribaren a bon port i els francesos van buidar els seus tancs de combustible i van retirar els mecanismes de foc dels seus canons Cunningham prometé repatriar les tripulacions dels vaixells.

### Batalla de Tàrent (novembre de 1940)
Si bé l'amenaça de la flota francesa havia estat neutralitzada, Cunningham encara estava pendent de l'amenaça que representava la flota italiana a les operacions al Nord d'Àfrica, amb base a Egipte. Si bé la Marina Reial havia aconseguit la victòria en diverses accions a la Mediterrània, inclinant considerablement l'equilibri de poders, els italians seguien la teoria d'una flota en potència i havien deixat els seus vaixells al port. Això va fer que l'amenaça d'una sortida contra la flota britànica fos un seriós problema. En aquells moments, el port de Tàrent contenia 6 cuirassats, 7 creuers pessats, 2 creuers lleugers i 8 destructors. L'Almirallat, preocupat amb un atac potencial, planejà l'Operació Judici, un atac per sorpresa sobre el port de Tàrent. Per realitzar l'atac, l'Almirallat envià el nou portaavions HMS Illustrious, capitanejat per Lumley Lyster, per unir-se al HMS Eagle a la flota de Cunningham.
L'atac s'inicià a les 21:00 de l'11 de novembre de 1940, quan la primera de dues onades de torpediners Fairey Swordfish s'enlairà de l'Illustrious, seguida per la segona onada una hora després. L'atac va ser un gran èxit: la flota italiana perdé la meitat de la seva força en una nit. La importància de la "flota en potència" disminuí en importància i l'amenaça al control de la Marina Reial de la Mediterrània havia disminuït molt. Després de la victòria, Cunningham afirma que Tàrent, la nit de l'11 al 12 de novembre de 1940, ha de ser recordada per sempre per haver demostrat d'un cop per tots que l'Armada té en l'Arma Aèria de la Flota la seva arma més devastadora..
La Marina Reial havia llançat el primer atac naval totalment aeri de la història, atacant amb un petit nombre d'avions llançat des d'un portaavions. Aquest, juntament amb altres aspectes de l'atac, van ser factors importants en el plantejament de l'atac japonès sobre Pearl Harbor el 1941.
La reacció oficial de Cunningham en el moment va ser memorablement breu. Després de l'arridaba del darrer atacant, l'Illustrius senyalà "Operació Judici executada". Després de veure les fotografies del reconeixement aeri l'endemà que mostraven diversos vaixells italians enfonsats o que havien quedat fora de combat, Cunningham respongué amb les dues lletres en clau que significaven "Maniobra ben executada".

### Batalla del Cap Matapan (març de 1941)

Resum de la Batalla del Cap Matapan

A finals de març de 1941, Hitler volia que s'aturessin els combois que portaven subministraments a l'Força Expedicionària Britànica a Grècia, i la marina italiana era l'única força que era capaç de fer-ho. Cunningham digué a la seva biografia: "Jo mateix m'inclinava a pensar que els italians no intentarien res. Em vaig jugar amb el Comandant Power, l'oficial d'Estat Major d'Operacions, 10 xílings que no veuríem res de l'enemic". Sota la pressió alemanya, la flota italiana planejà atacar la flota britànica el 28 de març de 1941.
El comandant italià, almirall Angelo Iachino intentà llançar un atac sorpresa sobre l'esquadró de creuers britànic a la zona (comandat pel vicealmirall Sir Henry Pridham-Wippell), executant un moviment en pinça amb el cuirassat Vittorio Venetto. Cunningham sabia els moviments italians, gràcies a la interceptació dels missatges d'Enigma. Si bé les intencions italianes no estaven prou clares, l'estat major de Cunningham creia que es realitzaria un atac contra els combois de tropes i s'ordenà preparar plans per avortar l'atac enemic i, si era possible, interceptar la seva flota. Cunningham desitjava, això no obstant, dissimular la seva pròpia activitat i preparà fins i tot un partit de golf i una recepció al vespre per distreure l'atenció dels agents enemics (va ser vist pel consol japonès local).
Després del vespre, s'embarcà al HMS Waspite i abandonà Alexandria. Cunningham, adonant-se de què un atac aeri podria afeblir als italians, ordenà un atac amb torpediners Albacore llançats des del Formidable. En resultar tocat, el Vittorio Veneto queda alentit temporalment i Iachino, adonant-se que la seva flota era vulnerable sense cobertura aèria, ordenà a les seves forces que emprenguessin la retirada. Cunningham ordenà seguir als italians.
Un atac aeri des del Formidable havia causat danys al creuer Pola i Iachino, que no s'havia adonat de la persecució a la que el sotmetia la flota de Cunningham, ordenà a un esquadró de creuers i destructors que tornessin i protegissin al Pola. Cunningham, mentrestant, s'havia reunit amb l'esquadró de creuers de Pridham-Wippell. Cap dels vaixells italians estava equipat per la lluita nocturna. i quan caigué la nit, intentaren retornar cap a Tàrent. Però els britànics sí que estaven equipats amb radar i detectaren als italians poc després de les 22:00. És un moment clau en la guerra naval de la II Guerra Mundial, car els cuirassats Barham, Valiant i Warspite van obrir foc sobre 2 a només 3.500 metres, destruint-los en només 5 minuts.
Si bé el Vittorio Veneto escapà de la batalla i aconseguí tornar a Tàrent, hi ha un gran reconeixement cap a Cunningham per prosseguir la persecució durant la nit, tot i el consell contrari del seu estat major. Després de l'anterior derrota a Tàrent, la derrota al Cap Matapan portà una desastre estratègic per a la Marina italiana: 5 vaixells (3 creuers pesants i 2 destructors) havien estat enfonsats i prop de 2.400 mariners italians havien resultat morts, desapareguts o capturats. Les úniques pèrdues britàniques van ser 3 aviadors quan un torpediner va ser abatut. Cunningham havia perdut la seva juguesca amb el Comandant Power, però havia assolit una victòria estratègica a la guerra a la Mediterrània. Les derrotes a Tàrent i al Cap Matapan volien dir que la flota italiana no intervindria a les evacuacions de Grècia i Creta el 1941. També portà que, durant la resta de la guerra, la Regia Marina deixaria la Mediterrània Oriental a les flotes aliades, i no abandonaria més port.

### La Batalla de Creta (maig de 1941)

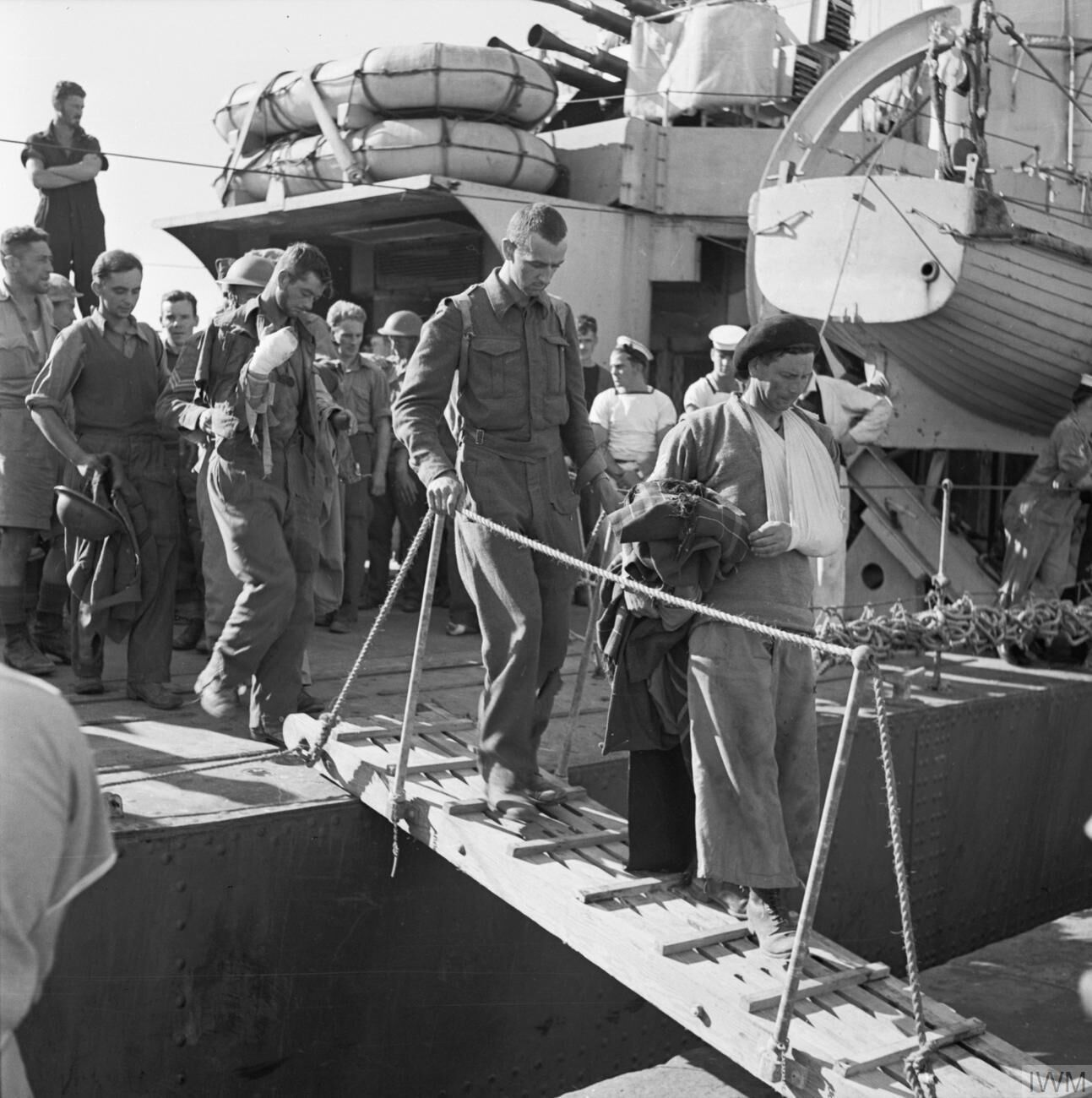
Ferits britànics són evacuats cap a Alexandria

El matí del 20 de maig de 1941, Alemanya llançà una invasió paracaigudista sobre Creta, amb el nom "Operació Mercuri" (Unternehmen Merkur). Malgrat les altes baixes inicials, l'aeroport de Màleme, a l'oest de l'illa, caigué en mans alemanyes i permeté als invasors portar reforços i superar les forces aliades.

Després d'una setmana de durs combats, els comandants britànics decidiren que la situació era desesperada i ordenaren una evacuació des de Sfakià. Durant les següents 4 nits, 16.000 soldats van ser evacuats cap a Egipte via marítima (participant el HMS Ajax famós per la batalla del Riu de la Plata). Un nombre petit de vaixells participà en una missió separada d'evacuació des d'Heraklion, però van ser atacats en ruta pels bombarders marins de la Luftwaffe. Sense protecció aèria, les naus de Cunningham van patir greus pèrdues. Tanmateix, Cunningham estava decidit que l'Armada no ha de deixar abandonat a l'Exèrcit, i quan els generals de l'exèrcit temeren que es perdrien molts vaixells, Cunningham digué la ja famosa sentència de què 
| « | costa 3 anys construir un vaixell; i costa 3 segles construir una tradició. | » |

L'actitud de Cunningham i els seus homes feren que de 22.000 homes destinats a Creta se'n rescatessin 16.500, amb la pèrdua de 3 creuers, 6 destructors i 15 vaixells danyats.

### La Força Expedicionària Aliada (1943-1946)

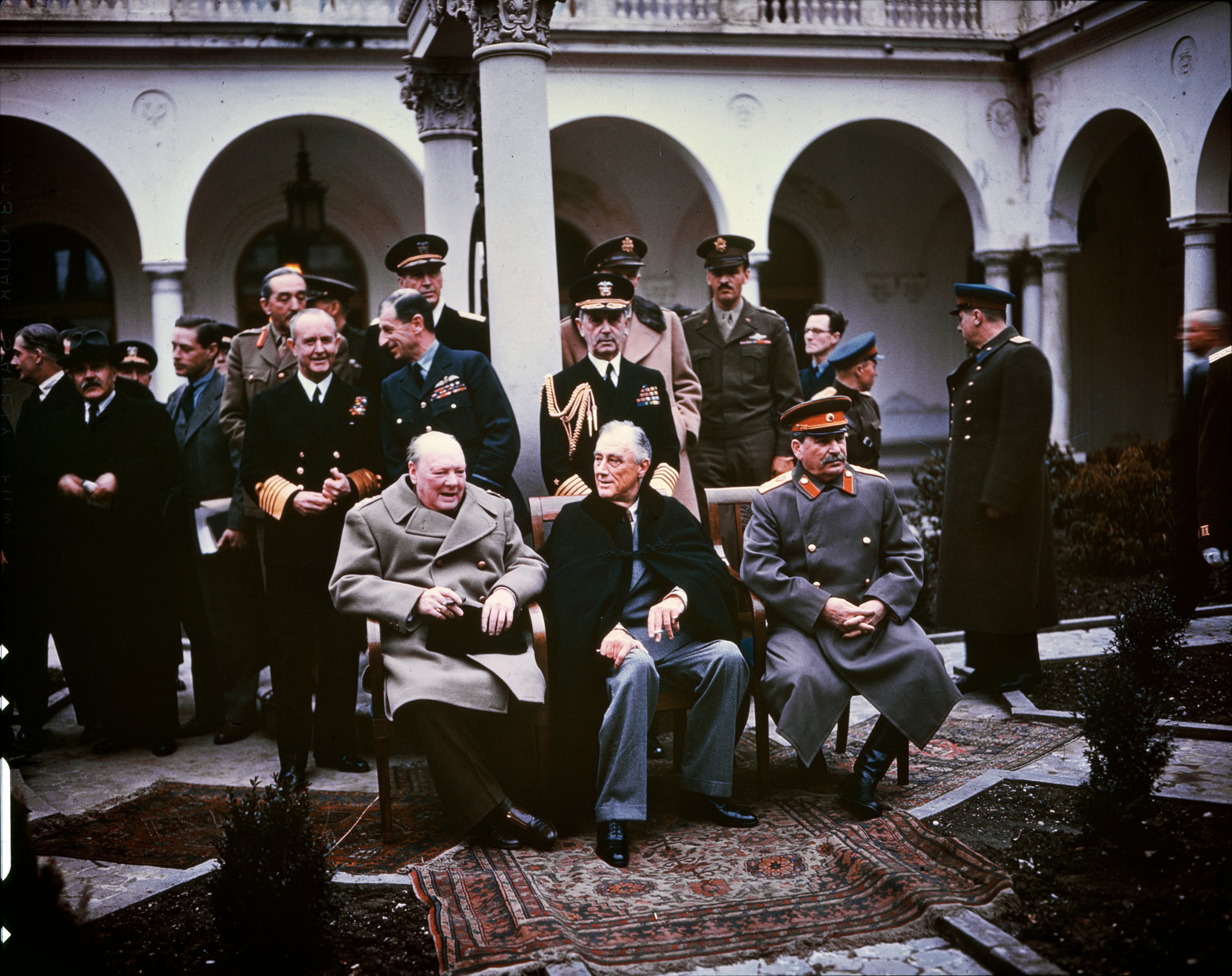
Cunningham s'està darrere de Churchill a la Conferència de Ialta

Cunningham rebé la Gran Creu de Cavaller de l'orde del Bany (GCB) "en reconeixement de les recents operacions combinades exitoses a l'Orient Mitjà" el març de 1941 i va ser creat baronet de Bishop's Waltham al comtat de Southapton.
Entre finals de 1942 i inicis de 1943, Cunningham serví sota el General Eisenhower, que el va fer Comandant Suprem de la Força Expedicionària Aliada. En aquest paper comandà la gran flota que cobrí els desembarcaments aliats al Nord d'Àfrica (Operació Torxa). El General Eisenhower escrigué d'ell al seu diari:
| « | Almirall Sir Andrew Browne Cunningham. Segons la meva opinió està al capdamunt dels seus subordinats en el desinterès absolut, l'energia, la devoció al deure, el coneixement de la seva tasca i en la comprensió dels requisits de les operacions aliades. La meva opinió sobre les seves qualificacions superiors no ha vacil·lat ni un segon. | » |

El 21 de gener de 1943, Cunningahm va ser promogut a Almirall de la Flota
Al febrer de 1943 Cunningham tornà al seu lloc com a Comandant en Cap de la Flota Mediterrània. 3 mesos després, quan les forces de l'Eix al Nord d'Àfrica estaven a punt de rendir-se, ordenà que no s'havia de permetre que escapés ni un de sol. D'acord amb el seu caràcter ferotge ordenà a la flota "Enfonseu, cremeu i destruïu: que no passi res". Supervisà les forces navals que s'empraren a les invasions amfíbies de Sicília (operacions Husky, Ciutat de la Badia i Allau). Al matí de l'11 de setembre de 1943, Cunningham estava present a Malta quan la Flota italiana es rendí. Cunningham informà a l'Almirallat en un telegrama: La Flota de Guerra Italiana ara descansa ancorada sota els canons de Malta.

### Primer Lord del Mar (1943-46)
El 21 d'octubre de 1943 Cunningham va esdevenir el Primer Lord del Mar de l'Almirallat i Cap de l'Estat Major Naval, després de la mort de Dudley Pound. Aquesta promoció significava que havia de deixar el seu estimat càrrec de Comandant en Cap de la Mediterrània, recomanant per la tasca a l'Almirall John H.D. Cunningham com el seu successor. En la posició de Primer Lord del Mar, i com a membre del Comitè de Caps d'Estat Major, Cunningham era responsable de la direcció estratègica de l'Armada durant la resta de la guerra. Assistí a les conferències principals al Caire, Teheran, Ialta i Potsdam, on els Aliats discutiren les estratègies futures, incloent la invasió de Normandia i el desplegament d'una Flota britànica a l'oceà Pacífic.
En tant que el port d'Anvers era vital per als Aliats després del Dia-D, els almiralls Cunningham i Ramsay advertiren el SHAEF i a Bernard Montgomery que el port no tindria cap utilitat mentre els alemanys controlessin els accessos. Però Montgomery postposà la batalla de l'Escalda, i el retard en obrir el port va ser una greu llosa per a que els Aliats poguessin fer-se forts davant l'imminència de l'hivern.

## Retir

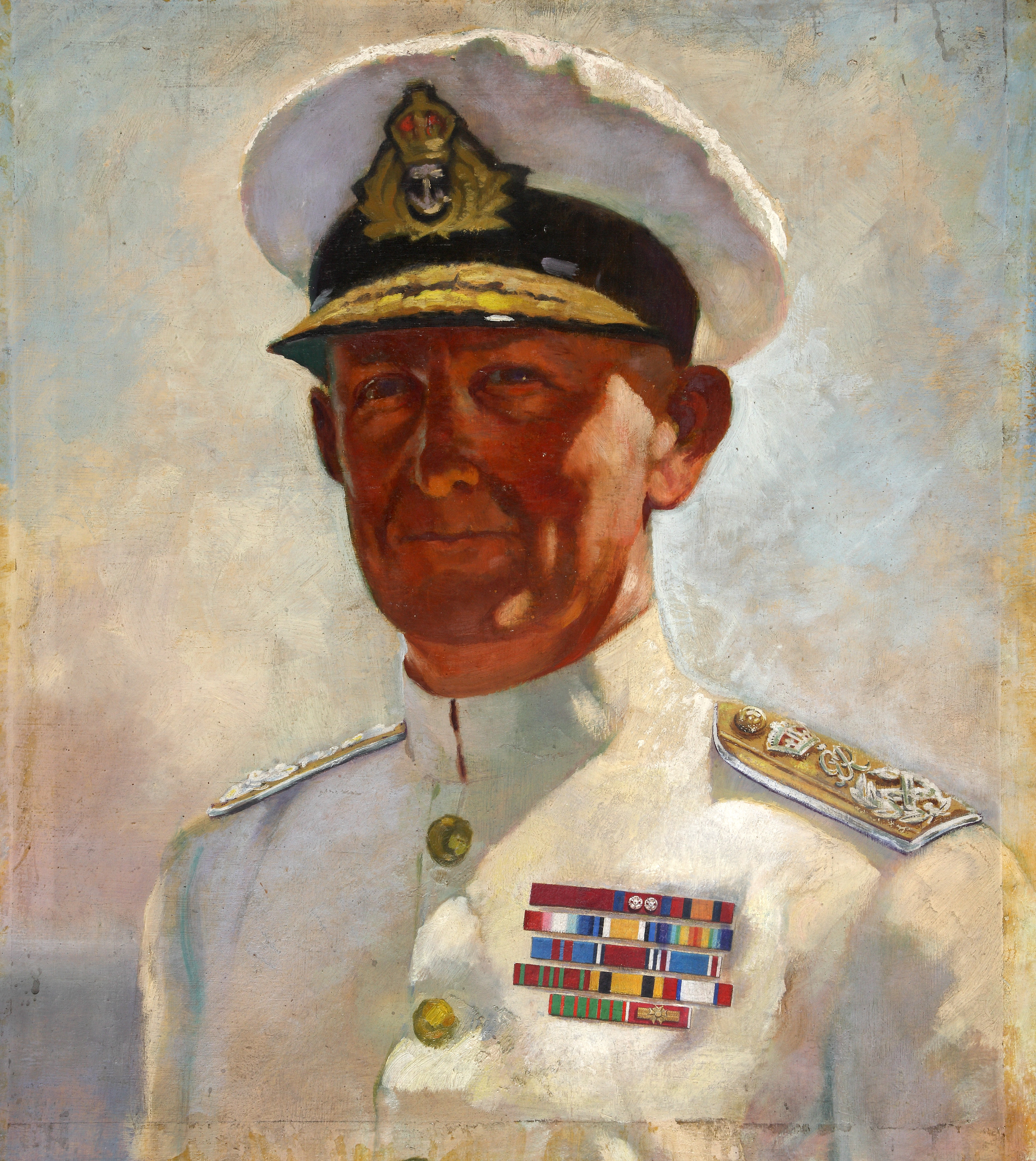
Retrat de Cunningham publicat pel Ministeri d'Informació el 1943

El gener de 1945 Cunningham va ser creat cavaller del Card i elevat a par com a Baró Cunningham d'Hyndhope, o Kirkhope al Comptat de Selkirk.
Cunningham s'havia de retirar al final de la guerra el 1945, però decidí pilotar la Marina per la transició a la pau abans de retirar-se. Amb l'elecció de Clement Attlee com a Primer Ministre britànic el 1945 i la implementació del seu Consens de Postguerra, va haver una gran reducció al pressupost de defensa. L'extensa reorganització va ser un desafiament per en Cunningham: ens en vam adonar aviat que era molt més senzill fer la guerra que reorganitzar la pau. Donades les pressions al pressupost dels 3 serveis, l'Armada s'embarcà en un programa de reducció que era major del que Cunningham havia previst.

Winston Churchill amb els seus Caps d'Estat Major al jardí del 10 de Downing Street, 7 de maig de 1945. Asseguts, d'esquerra a dreta: Mariscal en Cap de l'Aire Sir Charles Portal; Mariscal de Camp Sir Alan Brooke; Winston Churchill; Almirall Sir Andrew Cunningham. Drets, d'esquerra a dreta: Major-General L. C. Hollis; General Sir Hastings Ismay.

L'octubre de 1945 va ser elegit rector de la Universitat d'Edimburg. Va ser fet Vescomte Cunningham d'Hyndhope, o Kirkhope al Comtat de Selkirk als Honors de Cap d'Any 1946. i nomenat a l'orde del Mèrit el juny d'aquell any.
A finals de maig de 1946, després de la transició cap al temps de pau, Cunningham es retirà del seu càrrec com a Primer Lord del Mar. Cunningham es retirà a la seva caseta al camp, 'Palace House' a Bishop's Waltham a Hampshire, que ell i Lady Cunningham havien comprat abans de la guerra. Van tenir una jubilació entretinguda. Ell assistia de tant en tant a la Cambra dels Lords, i ocasionalment prestava el seu nom per posar pressió a les declaracions sobre la Marina britànica, particularment quan es referien a l'Almirall Dudley North, que havia estat rellevat del seu comandament de Gibraltar el 1940. Cunningham i diversos dels almiralls de la flota supervivents buscaven assegurar justícia per a North, i van triomfar amb una justificació parcial el 1957. A més, tingué diversos nomenaments, va ser Lord Alt Comissionat de l'Assemblea General de l'Església d'Escòcia el 1950 i, el 1952, i 1953, actuà com a Lord Alt Majoral a la coronació de la Reina Elisabet II. Cunningham morí a Londres el 12 de juny de 1963, i va ser enterrat al mar davant de Portsmouth. Els seus títols s'extingiren amb ell, car no va tenir fills.
El 2 d'abril de 1967, el Príncep Felip, Duc d'Edimburg, descobrí un bust de Cunningham fet per Franta Belsky a Trafalgar Square. L'abril de 2010 l'operació naval del Regne Unit per embarcar personal militar britànic i passatger aeris i tornar-los al Regne Unit per la disrupció del tràfic aeri després de l'erupció del Eyjafjallajökull el 2010 va ser anomenada Operació Cunningham en honor seu.

## Dates de promoció
Almirall de la Flota - 21/01/1943 (retirat 1946)
 Almirall - 03/01/1941
 Vicealmirall - 22/07/1936
 Contraalmirall - 24/09/1932
 Comodor - 06/07/1931
 Capità - 31/12/1919
 Comandant - 30/06/1915
 Tinent - 31/03/1904
 Sotstinent - 27/03/1903, antiguitat 07/01/1902
 Guardiamarina – 1899

## Honors

Bust de bronze de Trafalgar Square, descobert el 12 d'abril de 1967 pel Duc d'Edimburg

Vescomte Cunningham d'Hyndhope (gener de 1946)
 Baró Cunningham d'Hyndhope (agost de 1945)
 Cavaller del Card (gener de 1945)
 Baronet d'Hyndhope, Selkirk (7 de juliol de 1942
 Gran Creu de Cavaller de l'Orde del Bany
 Company de l'Orde del Bany - B juny de 1934
 Comandant de l'Orde del Bany - gener de 1939
 Gran Creu de l'Orde del Bany - març de 1941)
 Orde del Mèrit (juny de 1946)
 Orde del Servei Distingit amb dues Barres
 Company de l'orde del Servei Distingit - març de 1916
 1a Barra de l'orde del Servei Distingit - febrer de 1919
 2a Barra de l'orde del Servei Distingit - maig de 1920
 Medalla Naval del Servei General 1915-62
 Medalla de la Reina de Sud-àfrica 1899-1902
 Medalla del Rei de Sud-àfrica 1901-1902
 Estrella de 1914
 Medalla Britànica de la Guerra 1914-20
 Medalla de la Victòria 1914-1918
 Estrella de 1939-45
 Estrella d'Àfrica
 Estrella d'Itàlia
 Medalla de la Guerra 1939-1945
 6 Mencions als Despatxos (17.11.1942; 07-10.41; 20.04.1943; 16.08.1915; 1915; 14.03.1916)
 Medalla de la Coronació del Rei Eduard VII 1902
 Medalla de la Coronació del Rei Jordi V 1911
 Medalla del Jubileu de Plata del Rei Jordi V 1935
 Medalla de la Coronació del Rei Jordi VI 1937
 Medalla de la Coronació de la Reina Elisabet II 1953
 Gran Cordó Especial del Núvol i Banda (Xina)
 Comandant de la Legió d'Honor (França
 Medalla Militar (França)
 Creu de Guerra 1939-1945 (França)
 Medalla del Mèrit Militar de 1ª Classe (Grècia)
 Gran Creu de l'Orde de Jordi I (Grècia)
 Gran oficial de l'orde d'Ouissam Alauita (Marroc)
 Gran Creu de Cavaller de l'Orde del Lleó Neerlandès (Països Baixos)
 Gran Cordó de l'Orde de Nichan Iftikhar (Tunísia)
 Cap Comandant de la Legió del Mèrit (Estats Units)
 Medalla del Servei Distingit a la Marina (Estats Units)
 Medalla del Servei Distingit a l'Exèrcit (Estats Units)
 Medalla de la Campanya Europea-Africana-Orient Mitjà (Estats Units)
 Creu de Guerra (Bèlgica)